# Rhododendron lamrialianum
Rhododendron lamrialianum är en ljungväxtart. Rhododendron lamrialianum ingår i släktet rododendron, och familjen ljungväxter.

## Underarter
Arten delas in i följande underarter:
- R. l. gunsalamianum
- R. l. lamrialianum

## Bildgalleri

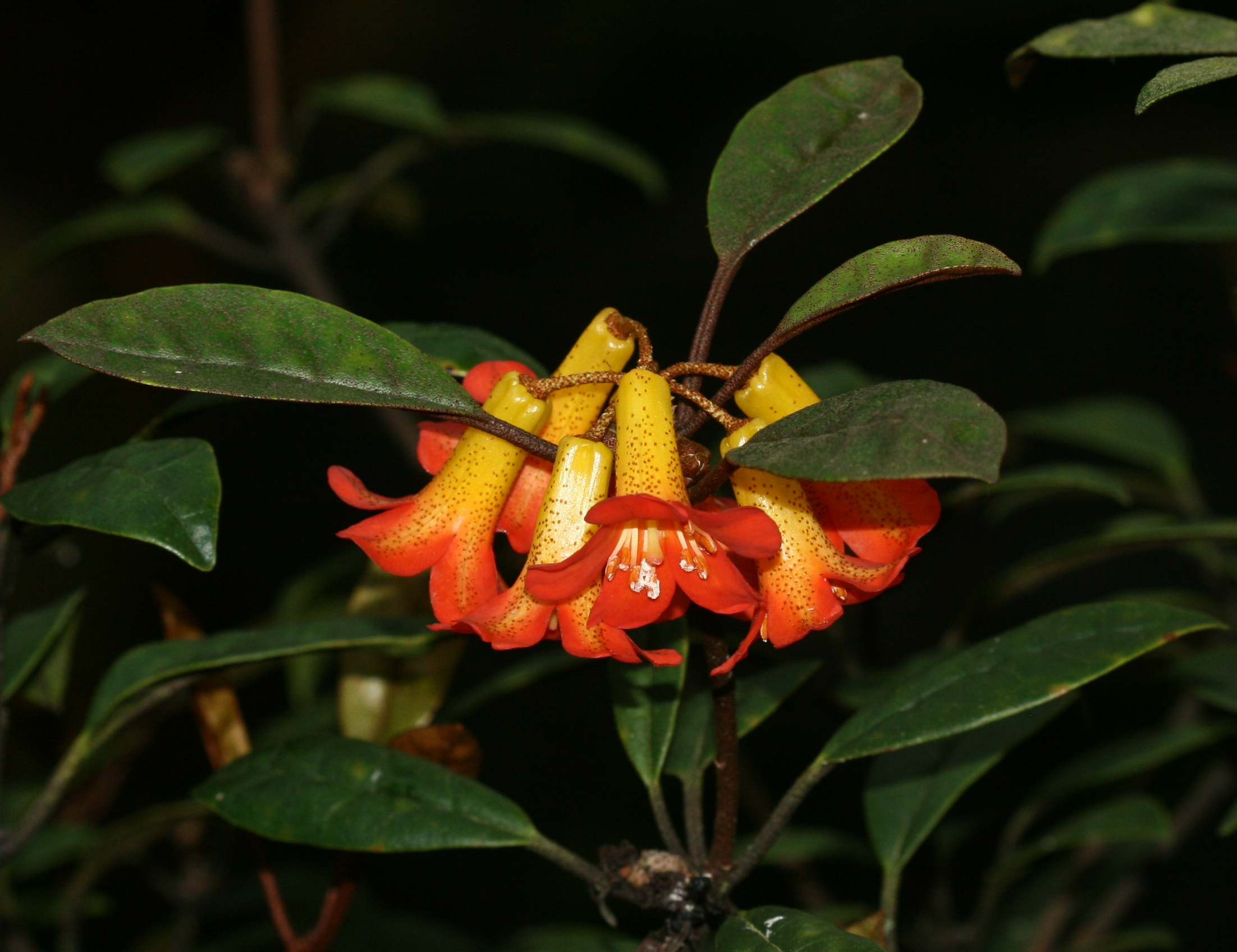